# Њу Пикин (Индијана)
Њу Пикин (енгл. New Pekin) град је у америчкој савезној држави Индијана.

## Демографија
По попису из 2010. године број становника је 1.401, што је 67 (5,0%) становника више него 2000. године.
| Група             | 2000.         | 2010.         |
| Белци             | 1.301 (97,5%) | 1.341 (95,7%) |
| Афроамериканци    | 2 (0,1%)      | 8 (0,6%)      |
| Азијати           | 1 (0,1%)      | 1 (0,1%)      |
| Хиспаноамериканци | 17 (1,3%)     | 33 (2,4%)     |
| Укупно            | 1.334         | 1.401         |